# 現代性
现代性（英語：modernity）是指現代社會的性質或特徵。

## 發端

### 西方
現代性起源於歐美，從15世紀後期的文藝復興、活字印刷的發明、啟蒙運動、以及航海大發現開始出現。
西方經濟現代性，發端於資本主義、城市化和工業革命；政治現代性，始見於18世紀後期的美國和法國大革命；在科學和哲學中，先後有笛卡兒的理性主義，現代實驗方法、19世紀末對科學和形而上的批判以及相對論；藝術和建築方面，表現於20世紀初期的現代主義。现代性通常指的是西方中世纪之后，以工业化、世俗化、理性化、民族国家及其体系与监督形式为标志的历史阶段。

### 東亞
西方現代性成為其他地區現代性模式的原型和參照，但並非現代性的唯一模式。日本自明治維新起就走上現代化之路，自20世紀60年代起亞洲「四小龍」（韓國、台灣、香港和新加坡）的快速發展，說明現代性不是西方的專利。東亞現代性仍保留了一些儒家傳統，重視家庭、教育與人際關係、勤勞苦幹、較重視秩序、不太重視個人自由和個性、政治透明度較低。其政治與經濟的具體運作，以至日常與家庭生活方式，與西方現代性略有不同，學者稱之為「第二種現代性」或「東亞現代性」。

## 內涵

### 發展
現代性的發展途徑，在不同的地區不盡相同。
就經濟體系而言，現代性包括了市場經濟和計劃經濟的體系，後來逐漸以兩者不同程度的混合為基本形式。
就政治制度而言，從極右的法西斯主義到極左的共產主義都對現代世界產生重大影響，但「自由主義民主」（Liberal Democracy），加上福利國家，被視為最有活力、最為普遍的政權形式。
就思想文化而言，西方社會的核心價值觀，是以個人主義形式存在的人道主義，以及以功利主義形式存在的理性主義，而形形色色的保守主義和激進思潮也是現代社會不可或缺的成分。
就文學藝術而言，現代性集中表現於現代主義，超越現實主義的文學藝術。

### 社會學層面
社會學家分析，「現代性」包括以下內涵：
1. 工業化：工業化推動傳統社會進入現代社會，工業革命會大幅改變傳統社會結構和生產組織，工業化又是經濟現代化的必要條件。成熟的工業化經濟可視為現代社會。
2. 都市化：都市是現代生活的主要型態，反之，傳統社會以村落為社會生活的單元。都市化把散佈在村落和山區的人口吸引到城市，往往同時促進知識的增長，和工業經濟的發展。
3. 普遍參與：傳統社會是「部落的政治文化」或「臣屬的政治文化」，而現代社會則「參與的政治文化」。知識的普及，以及報紙、雜誌、無線電等大眾媒介的發展，促進了人民的普遍參與。人民在社會中擔當主動的角色，對法律、經濟措施有其意見，部份有意參與政治活動。
4. 世俗化：傳統社會行為受宗教、教條、習俗成規等控制，現代社會則對自然和人事抱「世俗」的態度，以理性為思想的基礎，肯定人能夠通過科學的方法以改造世界，主宰命運。
5. 高度的「結構分殊性」（Structural Differentiation）：傳統社會中，家庭負擔起政治、教育、宗教、經濟的所有功能，現代社會則專業化和精密分工，產生教會、政黨、工會、學校、學術團體等，每一種結構都扮演其特殊角色。

### 內部矛盾
現代化帶給人們彷彿無可置疑的好處：嬰兒死亡率降低、因飢餓而死亡的人數下降、某些致命疾病被消滅、不同背景與收入的人們有了較為公平的競爭機會等等。對某些人來說，現代性雖然尚未完全實現，但這是一種可能性的表示。一般而言，對大部份人來說，以理性科學的態度探究問題並追求經濟富裕，似乎仍是理解何謂「好的社會發展」的合理方式。
但同時，社會學家等也指出現代性的許多陰暗面。除了醫療與農業領域外，科技同時也在軍事領域成長。二戰期間在廣島與長崎投下的原子彈，以及之戰後的核武競賽，被某些學者認為是人類或能或不能掌控科技的危險標誌。
蘇聯大整肅以及納粹大屠殺，被某些學者認為是理性思考以及社會理性組織，涉及對個體產生排外或滅絕行動的象徵。而LGBT人群、罪犯以及精神病患，也被某些學者認為是遭到現代社會不公正地排除的對象。现代性中包含了价值理性与工具理性之间无法忽视的矛盾。
環境問題展現了現代性的陰暗一面。污染或許是其中最沒有爭議的一項議題，不過也有人把日漸降低的生物多樣性與日益嚴重的氣候變遷等等算在內。某些學者還認為，生物科技與基因工程的發展正在創造著未知的危險。
除了這些明顯的事件外，許多批評家指出現代生活在心理與道德的危險。異化、無根的感覺、緊密連繫感與共同價值觀的喪失、享樂主義抬頭等等。這些都伴隨著對前現代社會的重新評估而來，雖然這些批評可能基於對理想化過去的懷舊。